# Ctenacaridae
Ctenacaridae zijn  een familie van mijten. Bij de familie zijn vijf geslachten met zes soorten ingedeeld.